# Пиколо Фаето (Торино)
Пиколо Фаето је насеље у Италији у округу Торино, региону Пијемонт.
Према процени из 2011. у насељу је живело 4 становника. Насеље се налази на надморској висини од 1027 м.